# Tatjana Prozorova
Tatjana Prozorova (Татьяна Прозорова) née Barkova (10 oktober 2003) is een tennisspeelster uit Rusland. Prozorova begon met tennis toen zij vier jaar oud was. Haar favoriete ondergrond is hardcourt. Zij speelt rechtshandig en heeft een tweehandige backhand. Zij is actief in het internationale tennis sinds 2021.

## Loopbaan
In 2022 won Prozorova haar eerste ITF-titel op het toernooi van Shymkent (Kazachstan). Tot op heden(augustus 2025) won zij zeven ITF-enkelspeltitels, de meest recente in 2025 in Pune (India).
In 2023 maakte zij haar WTA Tour-debuut in Rabat, en vlak daarna speelde zij op het US Open haar eerste grandslampartij.
In 2025 bereikte zij de halve finale op het WTA-toernooi van Palermo – door dat resultaat kwam zij binnen op de top 150 van de wereldranglijst.

## Posities op deWTA-ranglijst
Positie per einde seizoen:
| jaar | rang enkelspel | rang dubbelspel |
| ---- | -------------- | --------------- |
| 2022 | 388            | 1040            |
| 2023 | 213            | 402             |
| 2024 | 262            | 626             |

## Resultaten grandslamtoernooien
| Legenda | Legenda                          |
| ------- | -------------------------------- |
| g.t.    | geen toernooi gehouden           |
| l.c.    | lagere categorie                 |
| –       | niet deelgenomen                 |
| G       | uitgeschakeld in de groepsfase   |
| 1R      | uitgeschakeld in de eerste ronde |
| 2R      | uitgeschakeld in de tweede ronde |
| 3R      | uitgeschakeld in de derde ronde  |
| 4R      | uitgeschakeld in de vierde ronde |
| KF      | uitgeschakeld in de kwartfinale  |
| HF      | uitgeschakeld in de halve finale |
| F       | de finale verloren               |
| W       | het toernooi gewonnen            |
| w-v     | winst/verlies-balans             |

### Enkelspel
| toernooi        | 2023 |
| --------------- | ---- |
| Australian Open | –    |
| Roland Garros   | –    |
| Wimbledon       | –    |
| US Open         | 1R   |